# NK Tomislav Drnje
NK Tomislav je nogometni klub iz Drnja. U sezoni 2020./21. se natječe u 4. NL Bjelovar – Koprivnica – Virovitica.